# CD8
CD8はT細胞受容体の共受容体として働く膜貫通糖タンパク質である。T細胞受容体と同様に主要組織適合抗原(MHC)に結合するが、MHC-Iと特異的に結合する 。CD8にはαとβの2種類のアイソフォームが知られ、それぞれ異なる遺伝子から翻訳される。ヒトの場合、両遺伝子とも2番染色体の2p12遺伝子座に位置する。

## 組織分布
CD8共受容体は主にいわゆるキラーT細胞（細胞傷害性T細胞）の細胞膜上に発現しているが、ナチュラルキラー細胞、胸腺上皮細胞、樹状細胞にも発現している。非ホジキンリンパ腫の一部のタイプで発現していることがあるが、ほとんどの新生物では失われている。

## 構造
CD8が機能するにはCD8が二量体を形成する必要がある。最も一般的な形態では、CD8-αとCD8-βの架橋からなる。これらの分子はそれぞれ免疫グロブリン可変領域様の細胞外ドメインを持つ免疫グロブリンスーパーファミリーに属し、弱い架橋と細胞内の末端領域で細胞膜とつながっている。多くはないが、CD8-αのホモ2量体を発現している細胞もある。CD8の分子量はおよそ13,463.2 Daである。CD8分子の構造はLeahy, D.J., Axel, R., and Hendrickson, W.A.らのX線回折によって計測された。CD8は免疫グロブリン様のbeta-sandwich foldingと114残渣のアミノ酸鎖を持つ。2%のアミノ酸がα-ヘリックス、46%のアミノ酸がβ-シート構造を構成し、残りの52%はループ状構造として存在する。

## 機能
CD8-αの細胞外の免疫グロブリン可変領域様ドメインはMHC-Iのα3タンパク質と結合する。この結合は抗原特異的な活性化において、細胞傷害性T細胞とその標的細胞（感染細胞等）の接着を密接なものとする。CD8を細胞膜上に持つため、細胞傷害性T細胞はCD8陽性細胞とも呼ばれる。CD8の主な認識部位はMHC-Iのa3ドメインに存在する可動性ループである。この知見は遺伝子変異の分析により発見された。可動性ループはゲノム上で、MHC-Iの223番目の残渣から229番目の残渣の間に位置する。